# Robert George Broadwood
Robert George Broadwood (1862 – 21 juin 1917) est un militaire britannique.
En 1881, il rejoint le 12e régiment de lanciers et participe à la force expéditionnaire au Dongola et à la campagne d'Égypte en 1896. Entre 1893 et 1896, il travaille étroitement avec les forces égyptiennes alliées de la Grande-Bretagne.
Lieutenant-colonel, il sert sous les ordres de Lord Kitchener lors de la bataille d'Omdourman au Soudan durant la campagne du Nil de 1898 pour réprimer la révolte madhiste. Broadwood était alors à la tête des forces de cavalerie égyptiennes au sein des troupes du Commonwealth. Lorsque la bataille éclate, Kitchener poste le contingent mené par Broadwood sur le flanc droit afin de protéger une petite colline. Les Soudanais commencèrent par attaquer par ce flanc et Broadwood fut récompensé par le War Office pour sa belle attitude lors du combat.
En tant que commandant de brigade, il est à la tête des forces du Commonwealth lors de bataille de Sanna's Post (aussi connue sous le nom de Korn Spruit) pendant la seconde guerre des Boers. Cette embuscade tendue par surprise par les Boers fit plus de 150 morts dans les rangs de Broadwood.
De 1903 à 1904, il commande au Natal, puis dans le sud de la Chine en 1906.
Durant la Première Guerre mondiale, il commande en tant que commandant général la 57e division du 20 octobre 1916 au 21 juin 1917, date à laquelle il meurt de ses blessures au combat. Il est enterré au cimetière de l'ANZAC à Sailly-sur-la-Lys.